# Турриальба (кантон)
Турриальба (исп. Turrialba) — кантон в провинции Картаго Коста-Рики.

## География
Один из самых больших кантонов страны. Занимает всю восточную часть провинции. Граничит на севере  и востоке с провинцией Лимон, на юге с провинцией Сан-Хосе. На территории провинции находится вулкан Турриальба. Административный центр — Турриальба.

## Округа
Кантон разделён на 12 округов:
1. Турриальба
2. Ла-Суиса
3. Перальта
4. Санта-Крус
5. Санта-Тересита
6. Павонес
7. Туис
8. Таютик
9. Санта-Роса
10. Трес-Экис
11. Ла-Исабель
12. Чиррипо